# 坎坎胡
坎坎胡（十三張麻雀稱四暗刻）是一種麻將牌型，當手牌全部面子都是由暗刻或暗槓組成時成立，為對對胡的進階牌型，由於全為暗刻/槓組成故必然為門前役。與其他高級牌型相比，坎坎胡對使用的牌沒有限制，所以比較容易達成。
其聽牌形式分成雙碰及單吊兩種，雙碰聽時必須自摸，但單吊時可以胡別家出銃。有部份香港麻雀規例一概不承認胡出銃，亦有規例（如廣東麻雀）無論單吊雙碰均接受糊出銃。
香港麻雀中為例牌、廣東麻雀中為10番、日本麻将中為役满、国标麻将中是64番；臺灣麻將因有16張故需要「五暗刻」，算8番。

## 圖例
雙碰聽牌（只能自摸或振聽）
聽，必須自摸（振聽）才能達成。如果榮胡，則只是三暗刻。
單騎聽牌的情況
聽，不論是自摸或是榮胡，四暗刻都成立。在日麻中，若規則有同時承認四暗刻與四暗刻單騎，則上述例子即視為雙倍役滿的四暗刻單騎，否則只是役滿的四暗刻
需要注意的聽牌

這種情況下，如果是胡的話達成四暗刻單騎；如果是則只是三暗刻。如果開槓後至少有對對和。
另外要注意雖然通常役滿在特殊情況下是無需立直的，但如果已經立直，是不能開暗槓的，雖然這不會影響四暗刻成立，但會改變聽牌組合，是立直後暗槓不准的。
另外以上述圖示，但是槓牌後，只剩下聽最多三張。
需要注意的多面听和清一色情况
，听牌为
这种情况下，如果是胡的话达成四暗刻单骑；如果是则只是三暗刻和斷么九，而如果是更是只有一杯口和斷么九，点数差距非常大。
与前面的情况一样是無須立直的，但如果已经立直，只有摸到是可以暗杠的，而摸到的暗杠会改变听牌组合，也是立直后暗杠不准的。
聽，其中自摸或為四暗刻，榮胡則為三暗刻對對和清一色。而或則只有一般高及清一色，而則只有清一色。